# 経ヶ岡古墳
経ヶ岡古墳（きょうがおかこふん、経ケ岡古墳）は、愛媛県四国中央市下柏町にある古墳。形状は前方後円墳。四国中央市指定史跡に指定されている。

## 概要
愛媛県東部、宇摩平野を一望する独立丘陵上に築造された小型前方後円墳である。「経ヶ岡」の古墳名は、戦国時代に三好勢が攻め込んできた際に僧侶が経典を隠したという伝承に由来する。1982年度（昭和57年度）に四国縦貫自動車道（松山自動車道）建設に伴う発掘調査が実施されている。
墳形は前方後円形で、墳丘主軸を東西方向として前方部を西方向に向ける。墳丘は2段の地山整形ののち版築によって構築される。埋葬施設は横穴式石室で、石室主軸を墳丘主軸と直交する南北方向として、北方向に開口した（現在は埋没）。石室内からは歩揺付金銅冠・金銅装f字形鏡板等の多数の副葬品が検出されている。
この経ヶ岡古墳は、古墳時代後期の6世紀初頭（または6世紀半ば/MT85型式期）頃の築造と推定され、6世紀後半頃までに2回の追葬が認められる。当時の有力首長墓と想定され、付近に所在するほぼ同時期の東宮山古墳（四国中央市妻鳥町、宮内庁治定妻鳥陵墓参考地）と合わせて宇摩平野における首長墓の変遷を考察するうえで重要視される古墳になる。
古墳域は1962年（昭和37年）に旧伊予三島市指定史跡（現在は四国中央市指定史跡）に指定されている。

## 遺跡歴
- 1962年（昭和37年）、伊予三島市指定史跡に指定（現在は四国中央市指定史跡）[4]。
- 1982年度（昭和57年度）、四国縦貫自動車道 三島川之江インターチェンジ建設に伴う発掘調査（愛媛県埋蔵文化財調査センター、1984年に報告書刊行）[1]。

## 墳丘
墳丘の規模は次の通り。
- 墳丘長：30メートル
- 後円部
  - 直径：20メートル
  - 高さ：5メートル
- 前方部
  - 幅：20メートル
  - 高さ：4メートル

墳丘くびれ部では須恵器の大甕が、石室天井石上部の版築土中からは須恵器の大型四耳壺が破砕された状態で出土しており、古墳築造に伴う祭祀行為と推定される。

## 埋葬施設
埋葬施設は横穴式石室で、北方向に開口した。石室の規模は次の通り。
- 石室全長：7.5メートル
- 玄室：長さ3.8メートル、幅1.9メートル（奥壁）・1.6メートル（玄門部）

石室は川原石の小口積みによって構築される。石室の側壁は奥壁から直線的に構築されるが、中間地点に扁平な板石を立てて平石と側壁の間に小石を詰め込むことで玄門を構築し、両袖式に似た形態とする。玄室内には敷石が施され、左袖部には敷石を利用した小石棺が構築される。この石室内からは多数の副葬品（後述）が出土している
そのほか、前方部においても箱式石棺が構築されている。

## 出土品

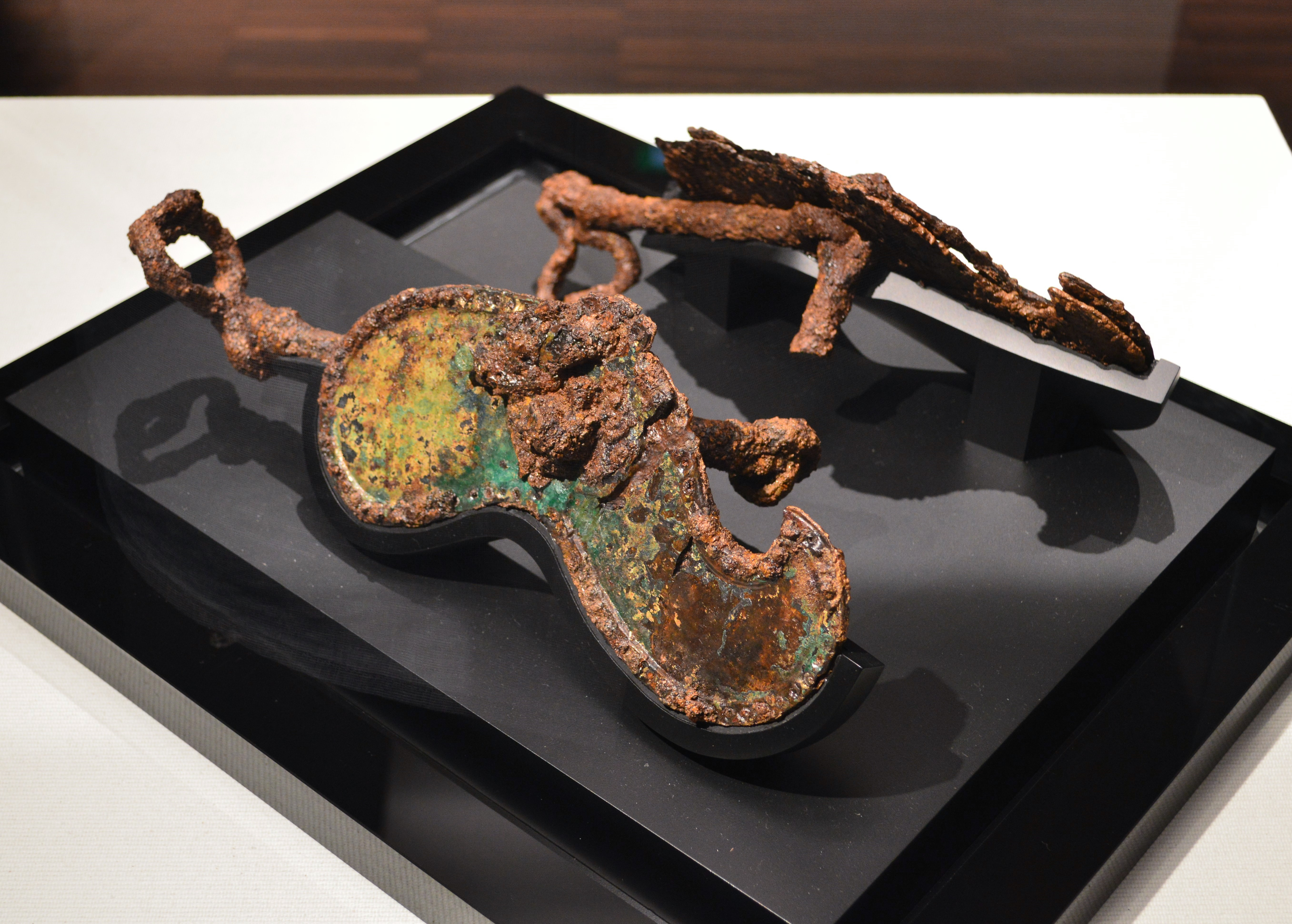
金銅装f字形鏡板付轡四国中央市歴史考古博物館の特別展示時に撮影（他画像も同様）。

石室内から検出された副葬品としては、歩揺付金銅冠、馬具（金銅装f字形鏡板付轡含む）、直刀、剣、鉄鉾、金環、須恵器等がある。
また前方部の箱式石棺からは、人骨・鉄刀が検出されている。

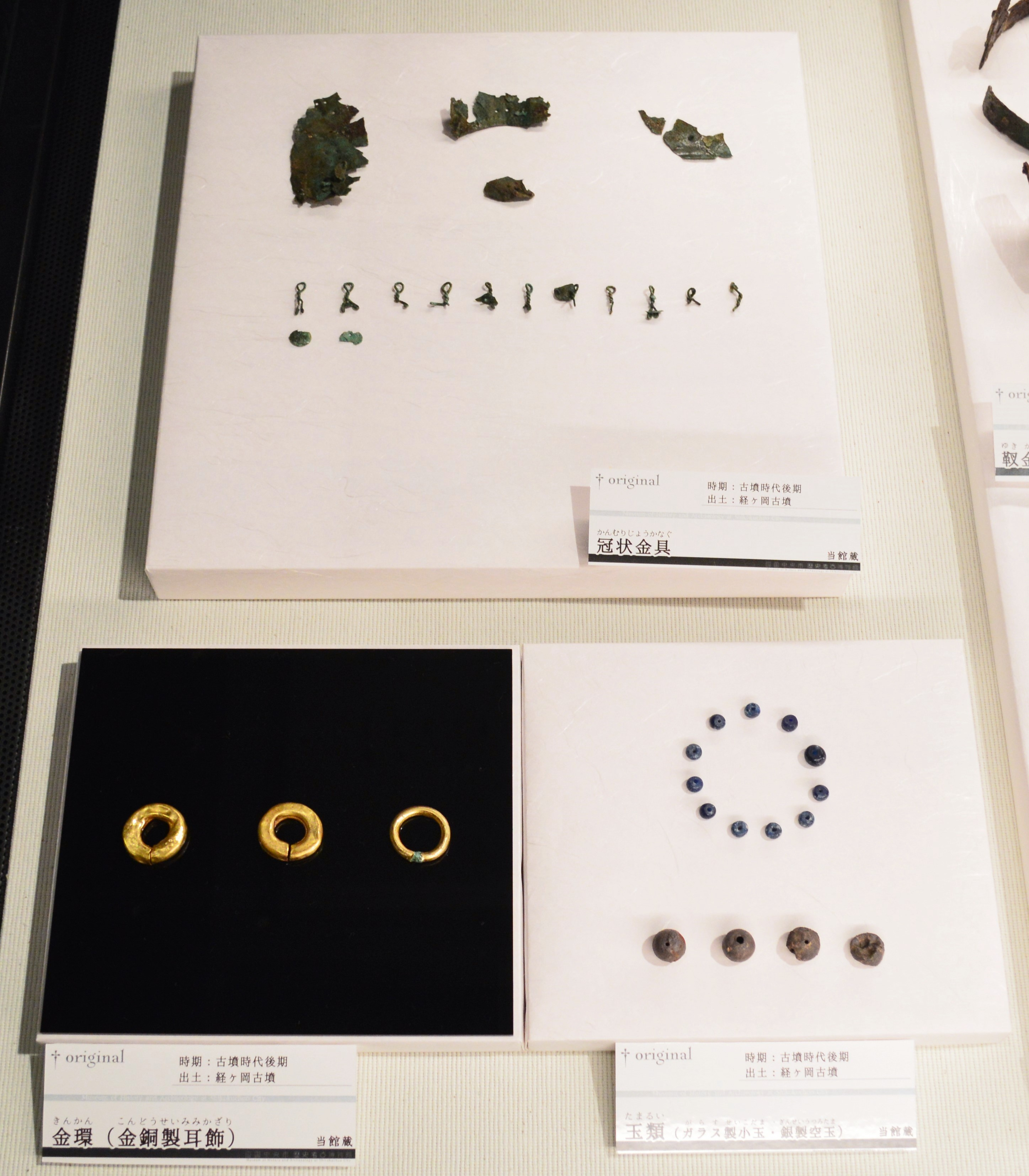
装身具
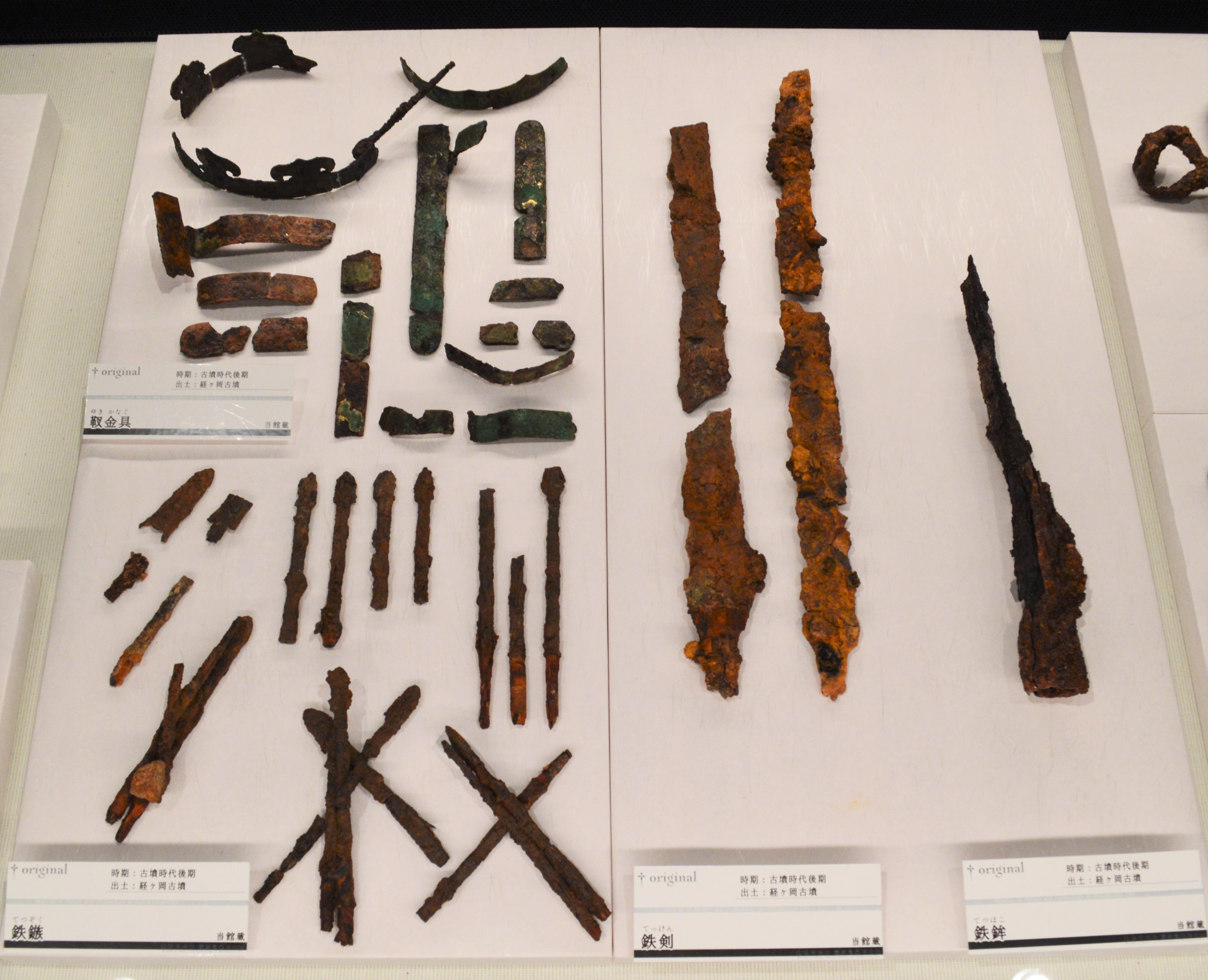
鉄製品
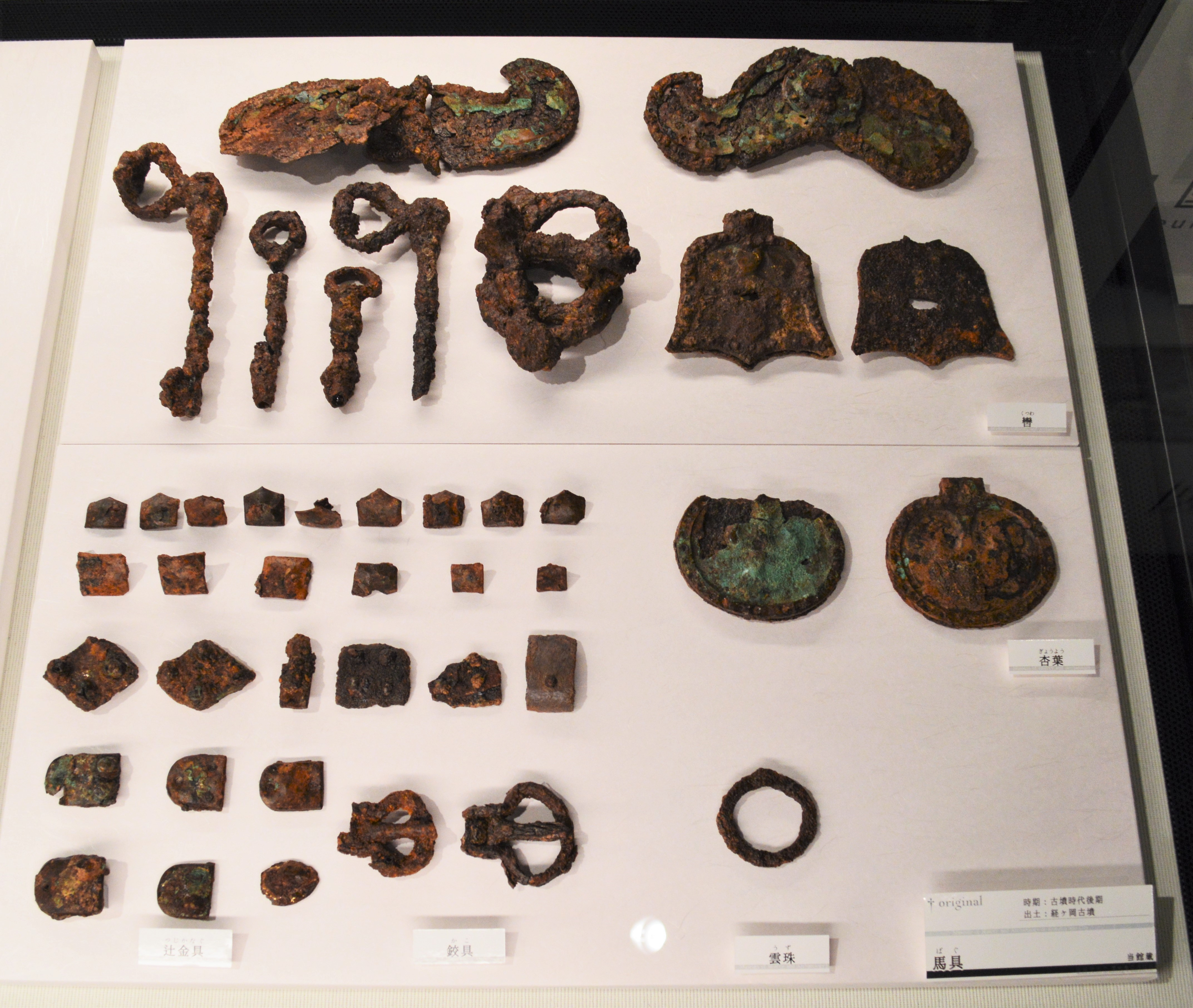
馬具
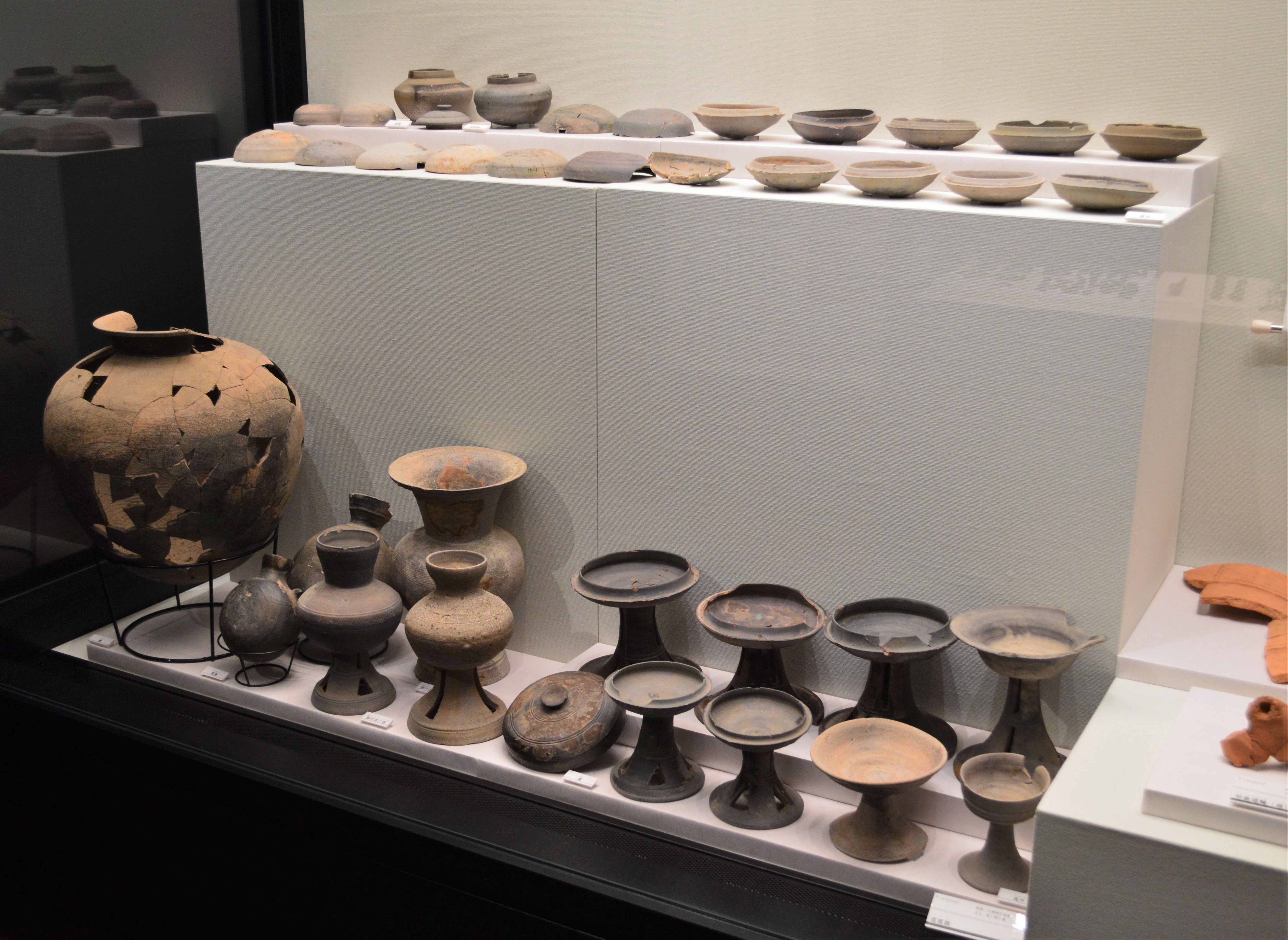
土器群

## 文化財

### 四国中央市指定文化財
- 史跡
  - 経ヶ岡古墳跡 - 1962年（昭和37年）4月1日指定[4]。

## 関連施設
- 愛媛県埋蔵文化財センター（松山市衣山） - 経ヶ岡古墳出土品等を保管。

## 関連文献
（記事執筆に使用していない関連文献）
- 『四国縦貫自動車道関係埋蔵文化財調査報告書』愛媛県埋蔵文化財調査センター、1984年。